# よんでんエネルギープラザ阿南
よんでんエネルギープラザ阿南（よんでんエネルギープラザあなん、英語：Yonden Energy Plaza Anan）は、徳島県阿南市橘町幸野106にある四国電力が運営する多目的ホール。

## 施設
| 階 | 概 要                                                                                |
| -- | ------------------------------------------------------------------------------------ |
| 2F | サークル活動室、多目的ホール、男子トイレ、女子トイレ                                 |
| 1F | ラウンジコーナー、エネルギー学習コーナー、ギャラリーコーナー、男子トイレ、女子トイレ |

## 基本データ
- 開館時間：10時〜17時
- 休館日：土曜日、日曜日、祝日、ゴールデンウィーク、お盆、年末年始
- 入館料：無料
- 駐車場：20台

## 交通

### 鉄道
- JR阿波橘駅徒歩15分。

### 高速バス
- 徳島バス橘営業所バス停徒歩。

### 路線バス
- 徳島バス・徳島バス阿南舳崎南バス停すぐ前。